# Парутинська сільська рада
Пару́тинська сільська́ ра́да — колишній орган місцевого самоврядування в Очаківському районі Миколаївської області. Адміністративний центр — село Парутине.

## Загальні відомості
- Населення ради: 2 264 особи (станом на 2001 рік)

## Населені пункти
Сільській раді підпорядковані населені пункти:
- с. Парутине
- с. Каталине
- с. Прибузьке

## Склад ради
Рада складається з 16 депутатів та голови.
- Голова ради: Сметана Раїса Миколаївна
- Секретар ради: Шлапак Наталія Болеславівна

### Керівний склад попередніх скликань
| ПІБ                        | Основні відомості                                                         | Дата обрання | Дата звільнення |
| -------------------------- | ------------------------------------------------------------------------- | ------------ | --------------- |
| Несенко Валентина Петрівна | Сільський голова, 1957 року народження, освіта вища, член Народної партії | 26.03.2006   | 31.10.2010      |
| Несенко Валентина Петрівна | Сільський голова, 1957 року народження, освіта вища, член Партії регіонів | 31.10.2010   | 11.12.2011      |
| Сметана Раїса Миколаївна   | Сільський голова, 1969 року народження, освіта вища, член Партії регіонів | 11.12.2011   |                 |

Примітка: таблиця складена за даними сайту Верховної Ради України